# Чаннагон (Іллінойс)
Чаннагон (англ. Channahon) — селище (англ. village) в США, в округах Ґранді і Вілл штату Іллінойс. Населення — 13 383 особи (2020).

## Географія
Чаннагон розташований за координатами 41°25′22″ пн. ш. 88°15′46″ зх. д. / 41.42278° пн. ш. 88.26278° зх. д. (41.422890, -88.262871).  За даними Бюро перепису населення США в 2010 році селище мало площу 42,52 км², з яких 38,82 км² — суходіл та 3,70 км² — водойми.

## Демографія
Згідно з переписом 2010 року, у селищі мешкало 12 560 осіб у 4024 домогосподарствах у складі 3392 родин. Густота населення становила 295 осіб/км².  Було 4193 помешкання (99/км²).
Расовий склад населення:
| - 94,5 % — білих - 1,3 % — чорних або афроамериканців - 0,7 % — азіатів - 0,2 % — корінних американців - 2,0 % — осіб інших рас |

До двох чи більше рас належало 1,4 %. Частка іспаномовних становила 8,1 % від усіх жителів.
За віковим діапазоном населення розподілялося таким чином: 30,3 % — особи молодші 18 років, 62,5 % — особи у віці 18—64 років, 7,2 % — особи у віці 65 років та старші. Медіана віку мешканця становила 35,9 року. На 100 осіб жіночої статі у селищі припадало 100,5 чоловіків;  на 100 жінок у віці від 18 років та старших — 98,8 чоловіків також старших 18 років.
Середній дохід на одне домашнє господарство  становив 97 451 долар США (медіана — 88 818), а середній дохід на одну сім'ю — 100 542 долари (медіана — 91 824). Медіана доходів становила 69 604 долари для чоловіків та 43 608 доларів для жінок. За межею бідності перебувало 4,6 % осіб, у тому числі 7,2 % дітей у віці до 18 років та 1,0 % осіб у віці 65 років та старших.
Цивільне працевлаштоване населення становило 6682 особи. Основні галузі зайнятості: освіта, охорона здоров'я та соціальна допомога — 24,2 %, виробництво — 14,5 %, роздрібна торгівля — 11,5 %, мистецтво, розваги та відпочинок — 10,4 %.